# فريق الأحلام في كأس العالم
فريق الأحلام في بطولة كأس العالم لكرة القدم (بالإنجليزية: FIFA World Cup Dream Team)‏ هو فريق من 11 لاعباً تم اختياره عام 2002 بواسطة استفتاء أقامته فيفا لاختيار أفضل فريق ممكن لأفضل اللاعبين الذين شاركوا في بطولات كأس العالم لكرة القدم. حيث يتكون الفريق من 11 لاعبًا مقسمة لـ: حارس وثلاثة مدافعين ومهاجمين و أربعة لاعبين وسط من أفصل اللاعبين في العالم. و حصل دييغو مارادونا على أكثر نسبة من الأصوات بواقع 111,035 صوت، تلاه البرازيلي بيليه ب 107,539 صوت، وثالثًا زين الدين زيدان ب 80,527 صوت.
| اللاعب          | المنتخب سنوات المشاركة                    |
| --------------- | ----------------------------------------- |
| ليف ياشين       | الاتحاد السوفيتي · 1958، 1962، 1966، 1970 |
| باولو مالديني   | إيطاليا · 1990، 1994، 1998، 2002          |
| فرانز بيكنباور  | ألمانيا الغربية · 1966، 1970، 1974        |
| روبرتو كارلوس   | البرازيل · 1998، 2002، 2006               |
| روبيرتو باجيو   | إيطاليا · 1990، 1994، 1998                |
| زين الدين زيدان | فرنسا · 1998، 2002، 2006                  |
| ميشيل بلاتيني   | فرنسا · 1978، 1982، 1986                  |
| دييغو مارادونا  | الأرجنتين · 1982، 1986، 1990، 1994        |
| روماريو         | البرازيل · 1990، 1994                     |
| يوهان كرويف     | هولندا · 1974                             |
| بيليه           | البرازيل · 1958، 1962، 1966، 1970         |